# Museo diocesano (Caltanissetta)
(dalla brochure informativa)
Il Museo d'arte sacra di Caltanissetta o Museo diocesano di Caltanissetta o Museo diocesano "Speciale" è intitolato alla memoria di monsignore Giovanni Speciale che ne fu il creatore e fondatore nel 1983. Esso è ospitato in 10 sale e 2 corridoi del piano terra dell'edificio del seminario vescovile della città nissena.
Vi si trovano pregevoli opere di arte sacra come dipinti, tessuti, oreficerie, sculture e arredi sacri vari, provenienti dal territorio della diocesi.

## Collezioni

### Dipinti
- 1720 - 1725, San Vincenzo Ferreri, olio su tela realizzato da Guglielmo Borremans. Opera commissionata ed eseguita per la chiesa di San Domenico, temporaneamente custodita nella cattedrale di Santa Maria la Nova.

Opere realizzate da Fra Felice da Sambuca: 
- Madonna col Bambino e Santi Cappuccini, opera proveniente dalla chiesa del Convento di Caltanissetta, dedicata a Santa Maria Assunta. Alla Vergine e il Bambino fanno corona S. Felice da Cantalice, S. Fedele da Sigmaringa, S. Giuseppe da Leonessa, S. Serafino da Montegranaro e il Beato Bernardo da Corleone, con una aureola sfumata.
- La Madonna col Bambino ed il Beato Bernardo da Corleone
- Il Martirio di Santa Flavia, proveniente dall’Abbazia di Santo Spirito
- “La Veglia Materna, proveniente dalla Cappella della Casa del Clero “S.Giuseppe” di Santo Spirito (Caltanissetta). È questa una raffigurazione tipica dell'arte di fra' Felice, infatti si riscontra in molti conventi dei cappuccini. La tela rappresenta il dolore dell’Addolorata che piange sul Bambino Gesù mentre dorme, con i simboli della passione accanto a lui.[4]
- Salvator Mundi e la Vergine, dipinti documentati nella Regia Cappella Palatina di Calascibetta, opere di Lorenzo Bellomo.

#### Collezione Vincenzo Roggeri
Di particolare pregio sono le nove tele esposte del pittore nisseno della scuola del Caravaggio Vincenzo Roggeri, pittore che operò tra Caltanissetta e Agrigento tra il XVII e il XVIII secolo.
- Adorazione dei pastori provenienza chiesa di San Giuseppe
- Madonna col Bambino e San Luigi Gonzaga provenienza chiesa di San Giuseppe
- Adorazione dei Magi provenienza chiesa di San Giuseppe
- Circoncisione
- Visione di Santa Teresa d'Avila
- Annunciazione
- Estasi di San Francesco d'Assisi
- Santa Apollonia
- Tobia e l'Arcangelo Raffaele

Queste nove tele sono tutte ad olio su tela e di grandi dimensioni.

### Sculture

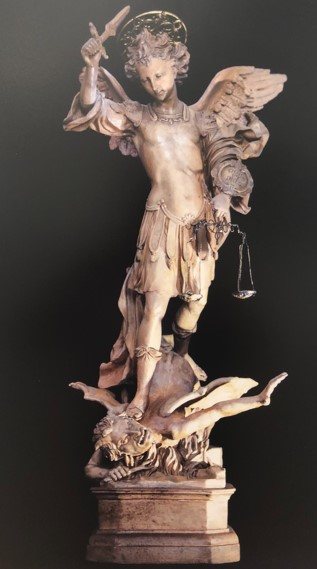
Scultura lignea di Giuseppe Frattallone di data incerta

La scultura lignea del Giuseppe Frattallone alta 55 cm, per la pregevole fattura farebbe venir meno la tesi che si tratti di un'opera giovanile, quanto piuttosto una produzione matura del periodo Fiorentino. L'opera è stata restaurata nel 2015 grazie ad un finanziamento del Rotary Club di Caltanissetta.